# Sa Kaeo (Provinz)
Sa Kaeo (thailändisch สระแก้ว) ist eine Provinz (Changwat) im Osten Thailands, sie wird aber verwaltungstechnisch zu Zentralthailand gezählt.
Die Hauptstadt der Provinz heißt ebenfalls Sa Kaeo.

## Geographie
Sa Kaeo liegt an der Grenze zu Kambodscha. Im Norden liegen die bewaldeten Berge des Dongrek-Gebirges, der Süden ist eher hügelig und unbewaldet.
| Angrenzende Provinzen und Gebiete: | Angrenzende Provinzen und Gebiete: |
| ---------------------------------- | ---------------------------------- |
| Norden                             | Nakhon Ratchasima und Buri Ram     |
| Osten                              | Landesgrenze zu Kambodscha         |
| Süden                              | Chanthaburi                        |
| Westen                             | Chachoengsao und Prachin Buri      |

### Klima
Das Klima ist tropisch-monsunal. 2009 gab es 137 Regentage mit einem jährlichen Niederschlag von 1300,1 mm. Die Höchsttemperatur lag 2009 bei 36,0 °C, die Tiefsttemperatur bei 16,1 °C.

## Wirtschaft
Im Jahr 2008 betrug das „Gross Provincial Product“ (Bruttoinlandsprodukt) der Provinz 32.021 Millionen Baht. Der Mindestlohn beträgt 173 Baht (rund 4 €) pro Tag.

### Lokale Produkte
- Khao Lam (ข้าวหลาม) – Klebreis im Bambusrohr gegart, manchmal mit Creme-Füllung. Hergestellt zum Beispiel in Ban Phrao, Amphoe Watthana Nakhon.
- Cantaloupe-Melone (แคนตาลูป) – die Art aus Sa Kaeo soll süßer sein als im Rest Thailands.
- „I-Koi“-Wein (ไวน์อีโก่ย) – ein thailändischer „Kräuter-Wein“ aus dem Amphoe Ta Phraya. I Koi sind eine Art wilder Weintrauben. Der Wein hat eine dunkelbraune Farbe, schmeckt säuerlich und ist reichhaltig an Vitamin C.
- Seide aus Ban Han Sai (ผ้าไหมบ้านหันทราย) – handgewebter Stoff in einzigartigem traditionellem Muster. Hergestellt im Tambon Han Sai, Amphoe Aranyaprathet.[3]
- Korbflechtarbeiten (เครื่องจักสาน) – verschiedene Formen von Fischreusen und speziellen, verschieden geformten Behältern aus Rattan-Geflecht.[4]
- „Bambus-Keramik“ (จักสานล้อมเซรามิก) – Produkte aus Keramik und Holz, wie zum Beispiel Vasen und Aschenbecher, werden mit einem Überzug aus Rattan-Flechtwerk versehen.[5]
- Holz-Produkte (ผลิตภัณฑ์ไม้) – Amphoe Wang Nam Yen ist bereits lange berühmt für die Produktion von Möbeln aus dem Makha-Mong-Holz (Afzelia xylocarpa). Andere Holzarten, die auch oft benutzt werden, sind Phayung (Siamesisches Rosenholz) oder Pradu (Burma Padauk – Pterocarpus macrocarpus).[6]

## Geschichte
Die Provinz wurde erst 1993 gegründet und ist entstanden aus den Amphoe Sa Kaeo und Amphoe Wang Nam Yen der Provinz Prachinburi. Sie war daher, zusammen mit Amnat Charoen und Nong Bua Lamphu, bis zur Schaffung der Provinz Bueng Kan 2011 eine der drei jüngsten Provinzen des Landes.
Der jahrhundertelange Einfluss der Khmer auf die Gegend ist durch die vielen überlieferten Bauwerken immer noch spürbar. Nach vielen Auseinandersetzungen kam das Gebiet letztlich unter König Taksin zu Siam.

## Sehenswürdigkeiten
- Wat Tham Khao Chakan (Thai วัดถ้ำเขาฉกรรจ์) – buddhistischer Tempel (Wat) an den Hängen des 240 Meter hohen Khao Chakan (เขาฉกรรจ์ – Chakan-Berg). 72 kleine Höhlen liegen auf dem Tempelgelände.
- Nationalparks:
  - Nationalpark Pang Sida (Thai อุทยานแห่งชาติปางสีดา) – etwa 894 km² Fläche mit zahlreichen Wasserfällen
  - Nationalpark Ta Phraya (Thai อุทยานแห่งชาติตาพระยา) – im Dongrek-Gebirge an der Grenze nach Kambodscha

## Symbole
Das Siegel der Provinz zeigt den Sonnenaufgang über der Ruine Phrasat Kao Noi Si Chom Phu, einem der bedeutenden Khmer-Tempel.
Die aufgehende Sonne symbolisiert die Lage der Provinz im Osten des Landes. Davor ist ein Bildnis des Buddha in einem Teich mit Lotus-Blumen zu sehen.
Der lokale Baum ist der Amlabaum. Die lokale Blume ist die Orangenraute (Murraya paniculata).
Der Wahlspruch der Provinz Sa Kaeo lautet:
An der östlichen Grenze von Thailand,

Reich an schönen Wasserfällen und Wäldern,

Spuren alter Zivilisationen überall,

Hier ist das Thai-Khmer-Handelszentrum.

## Politik
Sa Kaeo ist die Heimatprovinz von Sanoh Thienthong, einem seit den 1970er-Jahren auf nationaler Ebene aktiven und einflussreichen Politiker. Er führt eine Gruppe von Abgeordneten im Parlament, die von Wahl zu Wahl die Partei wechselt, je nachdem wer ihr am meisten Vorteile verspricht. Nach Sanohs Heimatbezirk wird sie die „Wang-Nam-Yen-Gruppe“ genannt. Im Jahr 2004 wurden ihr etwa 70 Abgeordnete zugerechnet. In der Provinz Sa Kaeo gewann stets die Partei alle Wahlkreise, die Sanoh unterstützt. Bis 1996 war dies die Chart-Thai-Partei, dann die Partei der Neuen Hoffnung, nach 2000 die Thai-Rak-Thai-Partei, 2006 die Pracharaj-Partei, 2011 die Pheu-Thai-Partei und 2019 die Phalang-Pracharat-Partei. In den 1990er-Jahren galten Sanoh und die Wang-Nam-Yen-Gruppe als Königsmacher der thailändischen Politik. Seit 1996 wurden die drei Sitze Sa Kaeos im Parlament zudem stets von Mitgliedern der Familie Thienthong besetzt, so von Sanohs Bruder Witthaya, seinem Neffen Thanit, seiner Nichte Trinuch und seinem Sohn Sorawong. Sanohs Schwester Kwanruan war zudem Senatorin für Sa Kaeo, seine Frau Uraiwan zwischen 2002 und 2008 mehrfach Kultur- und Arbeitsministerin. Aufgrund dieser Dominanz gilt Sanoh als politischer „Pate“ der Provinz.

## Verwaltungseinheiten

### Provinzverwaltung
Die Provinz ist in neun Landkreise (Amphoe) eingeteilt. Die Kreise sind weiter unterteilt in 59 Gemeinden (Tambon) und 619 Dörfer (Muban).
| \| Nr. \| Amphoe-Name \| Thai \| \| --- \| ---------------------- \| --------------- \| \| 1 \| Amphoe Mueang Sa Kaeo \| อำเภอเมืองสระแก้ว \| \| 2 \| Amphoe Khlong Hat \| อำเภอคลองหาด \| \| 3 \| Amphoe Ta Phraya \| อำเภอตาพระยา \| \| 4 \| Amphoe Wang Nam Yen \| อำเภอวังน้ำเย็น \| \| 5 \| Amphoe Watthana Nakhon \| อำเภอวัฒนานคร \| \| 6 \| Amphoe Aranyaprathet \| อำเภออรัญประเทศ \| \| 7 \| Amphoe Khao Chakan \| อำเภอเขาฉกรรจ์ \| \| 8 \| Amphoe Khok Sung \| อำเภอโคกสูง \| \| 9 \| Amphoe Wang Sombun \| อำเภอวังสมบูรณ์ \| |                        |                 |
| Nr. | Amphoe-Name            | Thai            |
| 1 | Amphoe Mueang Sa Kaeo  | อำเภอเมืองสระแก้ว |
| 2 | Amphoe Khlong Hat      | อำเภอคลองหาด    |
| 3 | Amphoe Ta Phraya       | อำเภอตาพระยา    |
| 4 | Amphoe Wang Nam Yen    | อำเภอวังน้ำเย็น    |
| 5 | Amphoe Watthana Nakhon | อำเภอวัฒนานคร    |
| 6 | Amphoe Aranyaprathet   | อำเภออรัญประเทศ  |
| 7 | Amphoe Khao Chakan     | อำเภอเขาฉกรรจ์   |
| 8 | Amphoe Khok Sung       | อำเภอโคกสูง      |
| 9 | Amphoe Wang Sombun     | อำเภอวังสมบูรณ์    |

### Lokalverwaltung
Für das ganze Gebiet der Provinz besteht eine Provinz-Verwaltungsorganisation (องค์การบริหารส่วนจังหวัด, kurz อบจ., Ongkan Borihan suan Changwat; englisch Provincial Administrative Organization, PAO).
In der Provinz gibt es drei Städte (เทศบาลเมือง, Thesaban Mueang) – Sa Kaeo (เทศบาลเมืองสระแก้ว), Aranyaprathet (เทศบาลเมืองอรัญญประเทศ) und Wang Nam Yen (เทศบาลเมืองวังน้ำเย็น) – und sechs Kleinstädte (เทศบาลตำบล, Thesaban Tambon).